# St.-Nikolai-Kirche (Bautzen)

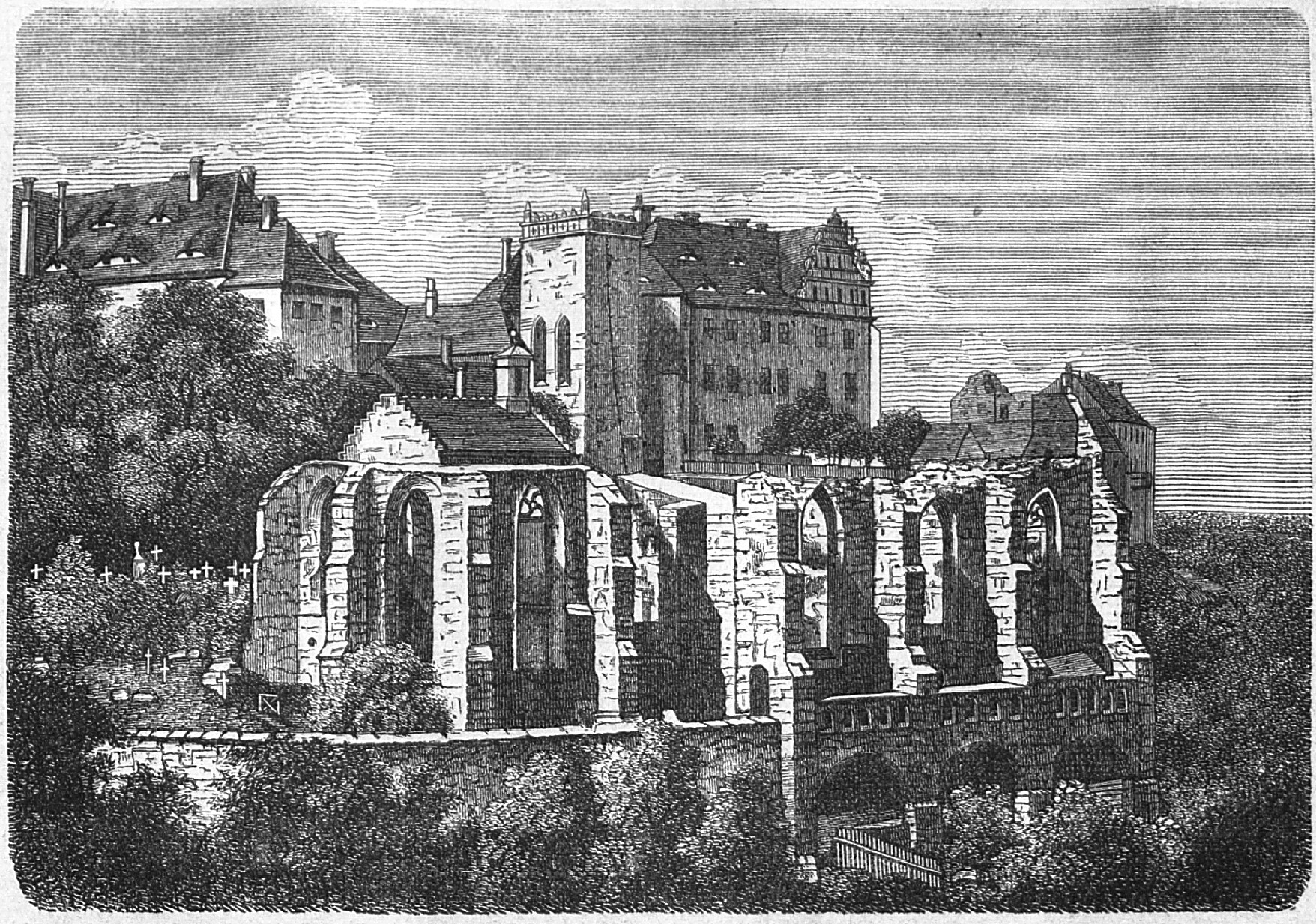
Nikolaikirche mit Ortenburg im Hintergrund (Zeichnung von 1874)

Die Sankt-Nikolai-Kirche, obersorbisch Mikławska cyrkej, in Bautzen ist heute im Wesentlichen eine Ruine eines sakralen Gebäudes vor dem historischen Nikolaitor der Stadt. Sie wurde am Anfang des 15. Jahrhunderts erbaut. In die Kirchenruine ist eine kleine Kapelle integriert.

## Vorgeschichte
Alten Quellen zufolge war das Grundstück der Nikolaikirche ein Geschenk des Hermann von Unaw an die St.-Petri-Kirche im Jahr 1407. Dieser war zuvor am 5. Mai 1405 als Ratsherr zusammen mit den restlichen Ratsmitgliedern von den Handwerkern gewaltsam aus Bautzen vertrieben worden. Am 8. Juni 1407 erschien Hermann von Unaw in Begleitung des Domkapitularen Heinrich Freiberg und des Kanonikers Johann Reichenbach vor dem von den Handwerkern neu gewählten Rat und verschenkte dort seinen zur Seidau hin gelegenen Garten beziehungsweise Weinberg vor den Pforten der Ortenburg. Auf diesem Grundstück sollte ein Friedhof für die Kirche entstehen.

## Baugeschichte

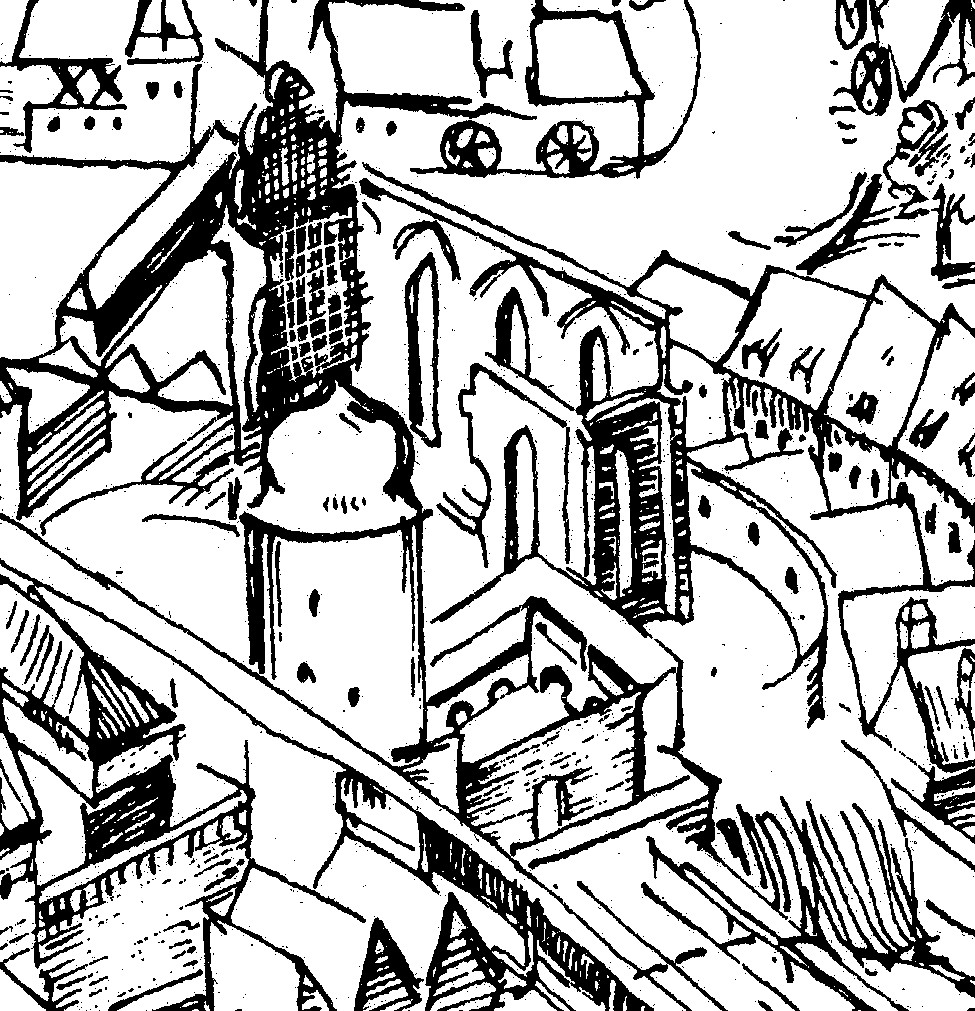
Darstellung im Schreiberplan

Den Überlieferungen nach entstand zunächst eine von Spenden finanzierte Kapelle, die dem heiligen Nikolaus und der heiligen Barbara gewidmet wurde. Bevor der Bau der Kapelle beendet werden konnte, brannte sie im Jahre 1441 ab. Aufgrund der Großzügigkeit der Bürger der Stadt wurde die Kapelle in weit größerem Umfang weitestgehend bis 1444 wieder aufgebaut. 1476 erhielt Meister Maaz vom Rat der Stadt den Auftrag für die Wölbung des Chores und die Herstellung von zwei Fenstern, wodurch der innere Ausbau der Nikolaikirche fertiggestellt wurde. Erst 1614 wurde für die Kapelle ein Kirchturm errichtet.
Die Nikolaikirche besitzt an der Ost-, West- und Nordseite einen Durchgang, damit die Prozessionen zum Umgang zwischen der Kirche und der Außenmauer der Stadtbefestigung gelangen konnte. In der Nähe der Kirche wurden am westlichen felsigen Vorsprung des Kirchhofs zwei kleine Häuser erbaut, die als Wohnung für die Priester und Altaristen dienten. 1552 wurden diese durch den Rat der Stadt mit Genehmigung des Domstifts zur Unterbringung von Pestkranken genutzt.
In der Mitte der Kirche befand sich ein Taufstein. Zuletzt sollen zehn Altäre in der Kirche vorhanden gewesen sein. Über dem Hochaltar befand sich ein Kreuz, dessen Spuren noch heute erkennbar sind. Neben dem Kreuz waren auch die beiden Schächer angebracht, die zusammen mit Jesus Christus gekreuzigt wurden. Der Hochaltar wurde zuletzt im Jahre 1601 erneuert.
Im Zuge der Belagerung der Stadt im Jahre 1620 durch den Kurfürsten Johann Georg I. wurde die Nikolaikirche erheblich zerstört und verwüstet. Zur Verteidigung der Stadt ließ der Kommandant Gouverneur Dick der in der Stadt befindlichen Jägerndorfschen Truppen das Dach der Kirche zu Beginn der Belagerung am 9. September 1620 abtragen, um anschließend auf das Gewölbe der Kirche eine Batterie aufzustellen. In diesem Zusammenhang wurden in der Folgezeit das Gestühl, die Altäre, die Bilder und Emporen zerschlagen und teilweise verbrannt. Selbst der Kirchturm wurde dabei vollständig zerstört.
Erst nach dem Stadtbrand am 2. Mai 1634 plante der Domstift den Wiederaufbau der Nikolaikirche. Zu diesem Zweck ließ der Rat der Stadt in der Folgezeit das notwendige Bauholz liefern. Bevor mit dem Wiederaufbau der Kirche begonnen werden konnte, wurde im Jahr 1639 dieses Bauholz von den Schweden im Zuge ihrer Belagerung der Stadt zum Bau von Palisaden verwendet. Nach dieser Belagerung beabsichtigte man zwar erneut die Kirche wieder aufzubauen, jedoch entschied sich der Domstift aus Kostengründen, anstelle der Nikolaikirche die 1634 abgebrannte Kirche zu Unserer Lieben Frau wieder aufzubauen.
Die Nikolaikirche blieb infolge bis heute eine Ruine. 1848 beauftragte der Domstift die Maurermeister Gebrüder Marche mit dem Bau der noch heute vorhandenen Kapelle auf dem Kirchhof. Im Jahre 1852 war der Bau abgeschlossen. In den Glockenturm der Kapelle wurde eine katholische Glocke gehängt, die bis zu diesem Zeitpunkt im Glockenturm der Petrikirche unterhalb der evangelischen Glocken hing.

## Kirchengeschichte
Nach dem Wiederaufbau der Nikolaikirche hielt dort am 2. Mai 1444 der Pfarrer der Kirche zu Unserer Lieben Frau, Simon Jode, erstmals die Vesper ab. Am folgenden Sonntag hielt er eine hohe Messe ab und ließ eine Prozession stattfinden. Im Anschluss gab der Pfarrer ein Fest mit Wein und Bier, an dem alle Priester der Domkirche, Jerschko von Colditz nebst Hofgesinde, die Ratsherren Heinrich Langhempel sowie Gregor Scheufler und der Bürgermeister Thomas Sommerfeld teilnahmen.
Auf Bemühungen des Pfarrers Simon Jode hin, errichtete sein Verwandter, Paulinus Richard in Luckau eine Stiftung für die Petrikirche. Von dem Zins aus der Stiftung sollten bestimmte regelmäßige kirchliche Zeremonien, insbesondere Passionsgottesdienste und Prozessionen abgehalten werden, die in der Nikolaikirche stattfinden sollten. Dafür wurden in der Nikolaikirche unter anderem sechs Altäre errichtet und entsprechend viele Kapläne als Altaristen von der Petrikirche beschäftigt. Zusammen mit zwei weiteren Priestern bildeten diese Altaristen eine geistliche Brüderschaft, die in den beiden Häusern am westlichen felsigen Vorsprung des Kirchhofs lebte. Ab 1460 fanden regelmäßig Prozessionen in der Nikolaikirche, von 1476 an auch in der Stadt statt.
Mit der Einführung des Passionsgottesdienstes und der Prozession erhielt die Kirche einen großen Zulauf, insbesondere von Sorben. Nach der Reformation, in deren Zuge sowohl die Petrikirche als auch die Nikolaikirche in der Adventszeit 1525 vom Rat und der evangelischen Bürgerschaft geplündert wurden, nahm man erhebliche Änderungen am Gottesdienst vor. Insbesondere versuchte man einen Übertritt der Sorben zum Protestantismus dadurch zu verhindern, dass einer der 1527 neu berufenen Priester fortan in sorbischer Sprache predigte. Zudem erhob man in dieser Zeit die Nikolaikirche zur Pfarrkirche der Sorben und stattete diese mit Parochialrechten aus. Mit der Änderung des Gottesdienstes endete auch der Dienst der Altaristen.
Eine weitere Veränderung trat ein, als der Rat am 1. September 1619 erstmals den Archidiakon Sommer in der Michaeliskirche für die evangelischen Sorben, die ebenfalls in der Nikolaikirche eingepfarrt waren, in sorbischer Sprache predigen ließ.
Zudem ließ der Dekan Widerinus von Ottersbach den katholischen Gottesdienst der Petrigemeinde vom ersten Pfingsttag im Jahre 1620 an in die Nikolaikirche verlegen, nachdem es am 27. August 1619 in der Petrikirche zu einem Aufstand kam und am 18. Mai 1620 der Chor der Petrikirche an den Rat abgetreten wurde. Wenige Tage später starb der Dekan am 27. Juni 1620 im Alter von 49 Jahren und wurde in der Nikolaikirche beigesetzt. Sein Grab wurde wenige Wochen später im Zuge der Belagerung der Stadt durch Söldner geöffnet und geplündert.
Seit 1852 wurden in der neu errichteten und geweihten Kapelle auf dem Kirchhof der Nikolaikirche Begräbnisgottesdienste abgehalten.

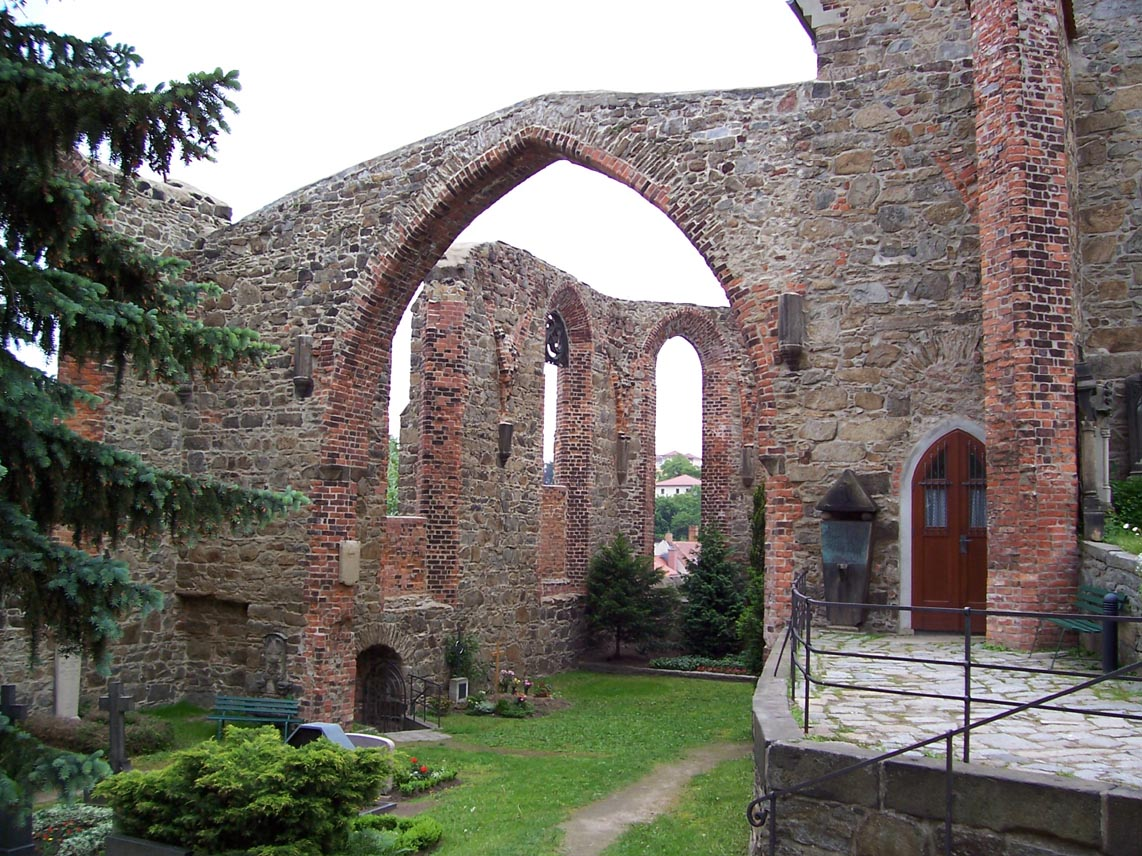
Nikolaikirchenruine mit Friedhof (2006)
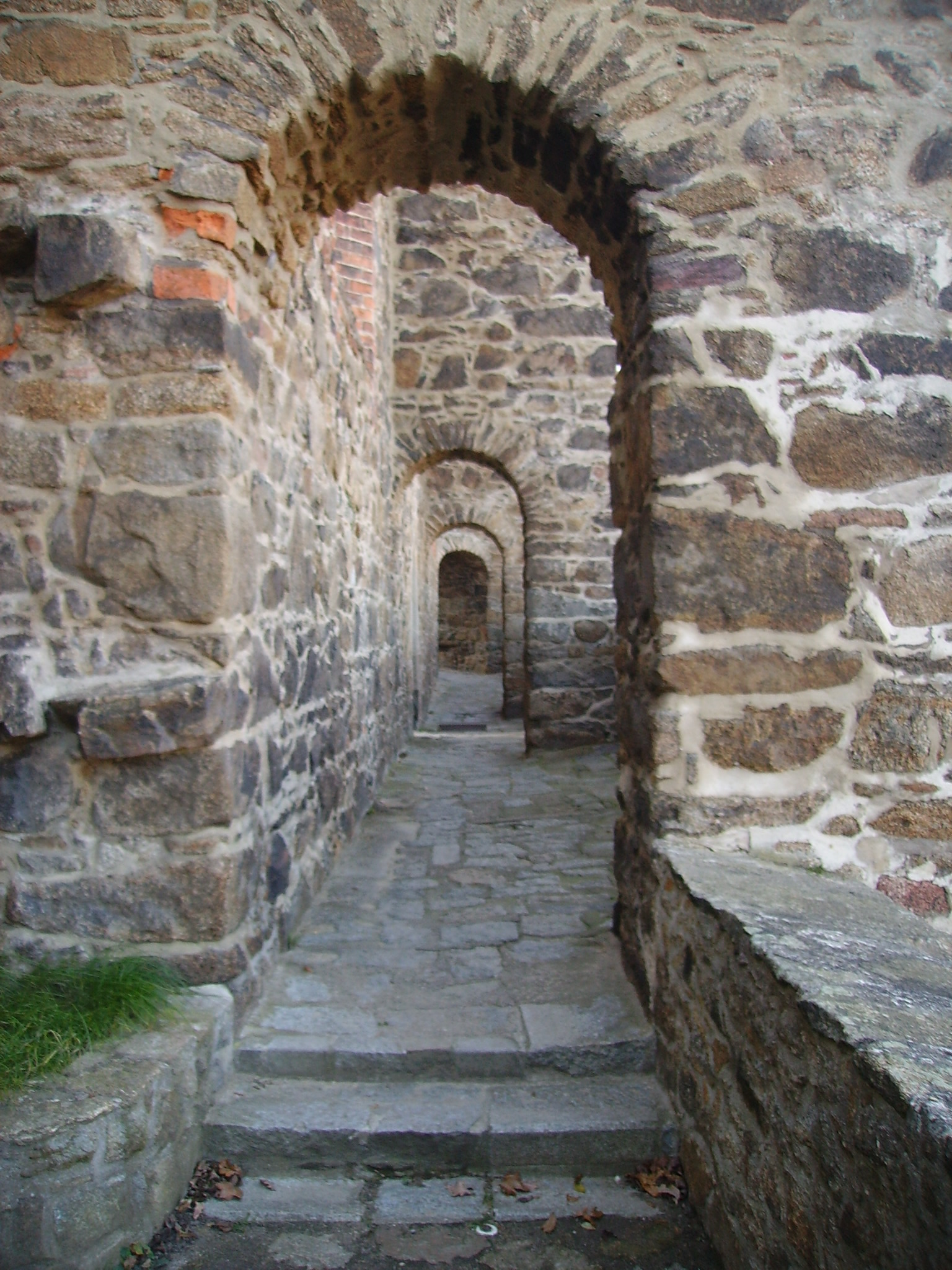
Wehrgang an der Nordseite der Kirche (2007)
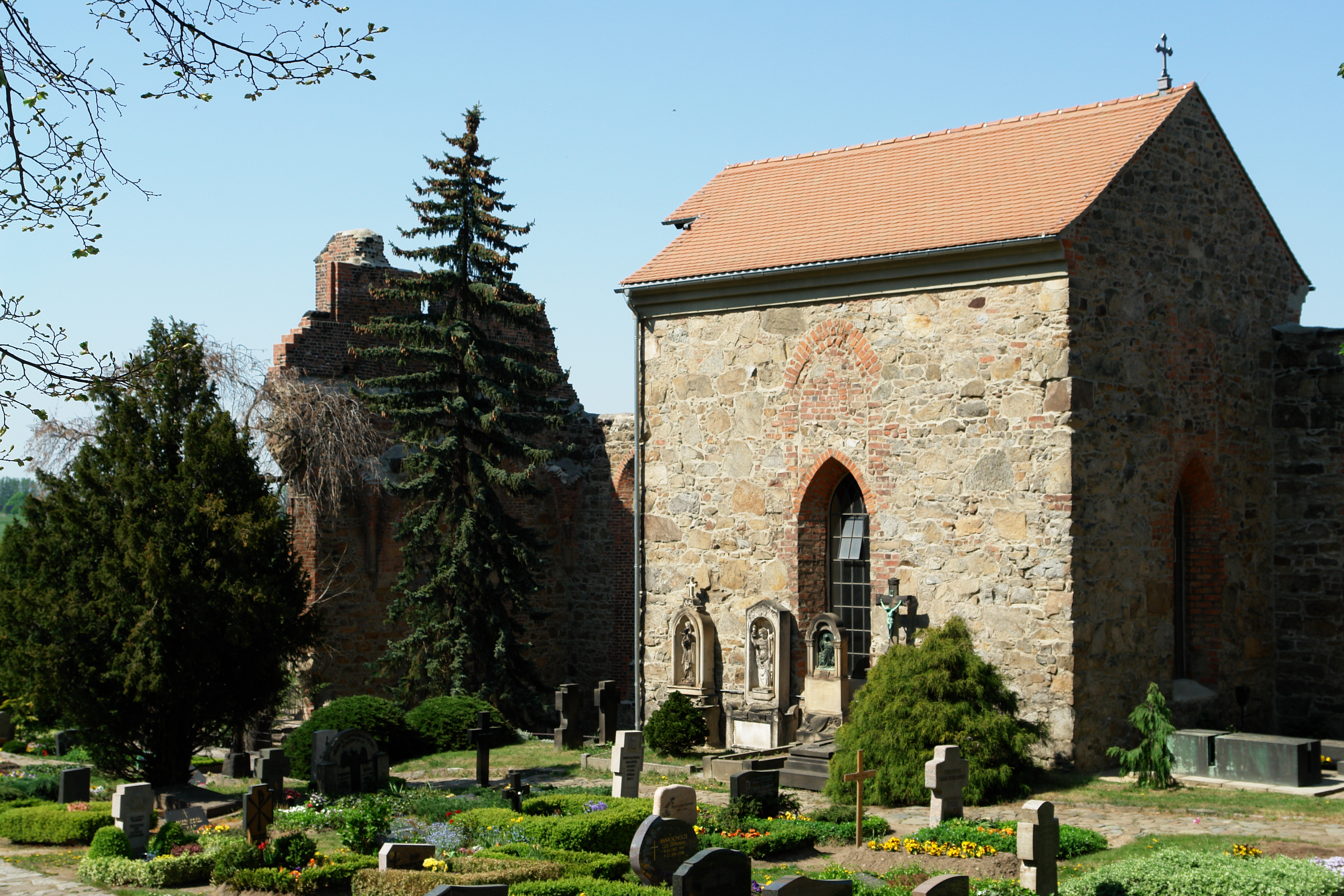
Kapelle an der Ruine der Nikolaikirche mit Friedhof (2007)
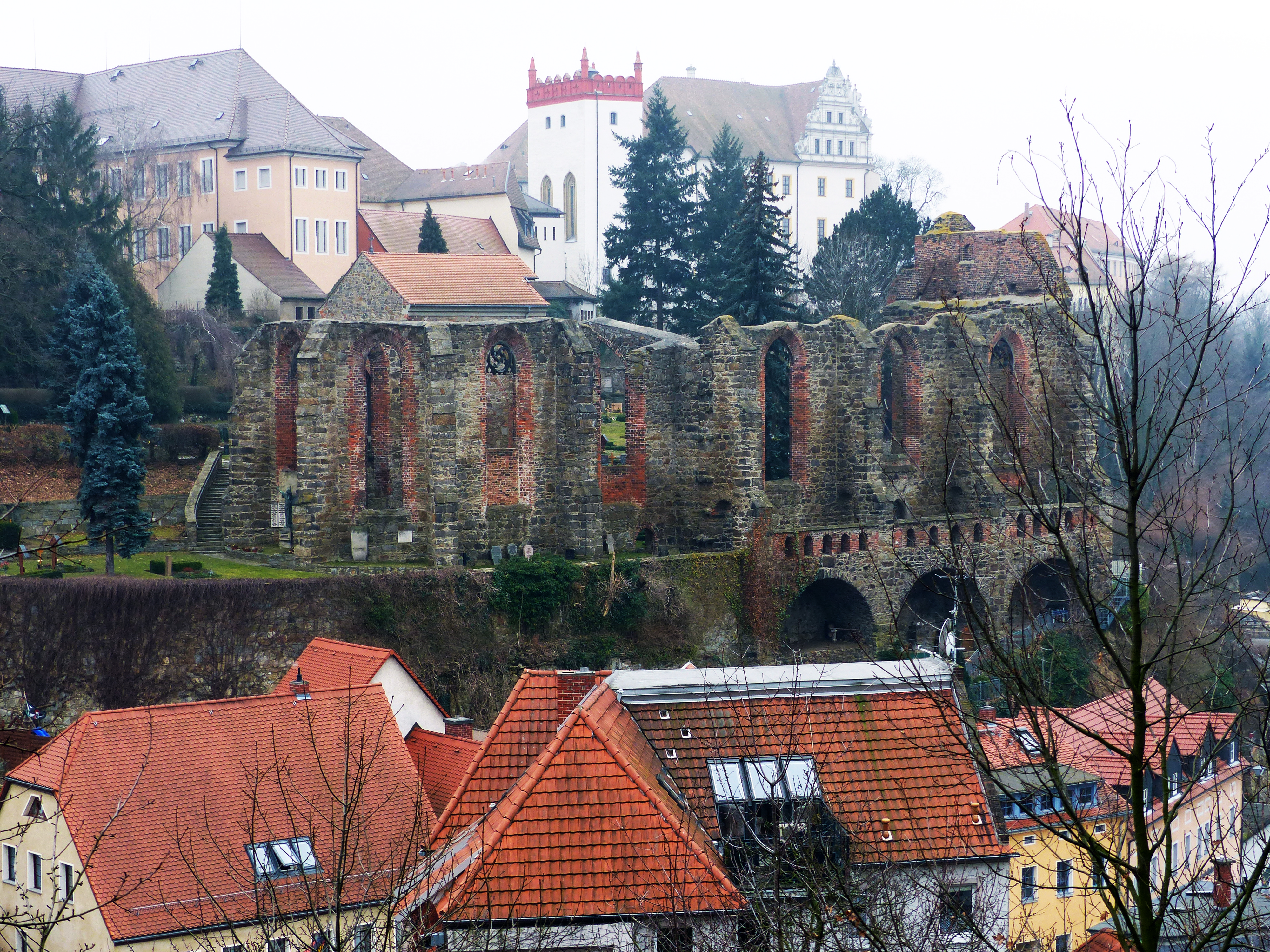
Blick auf die Ruine von Norden (2015)

## Kirchhof

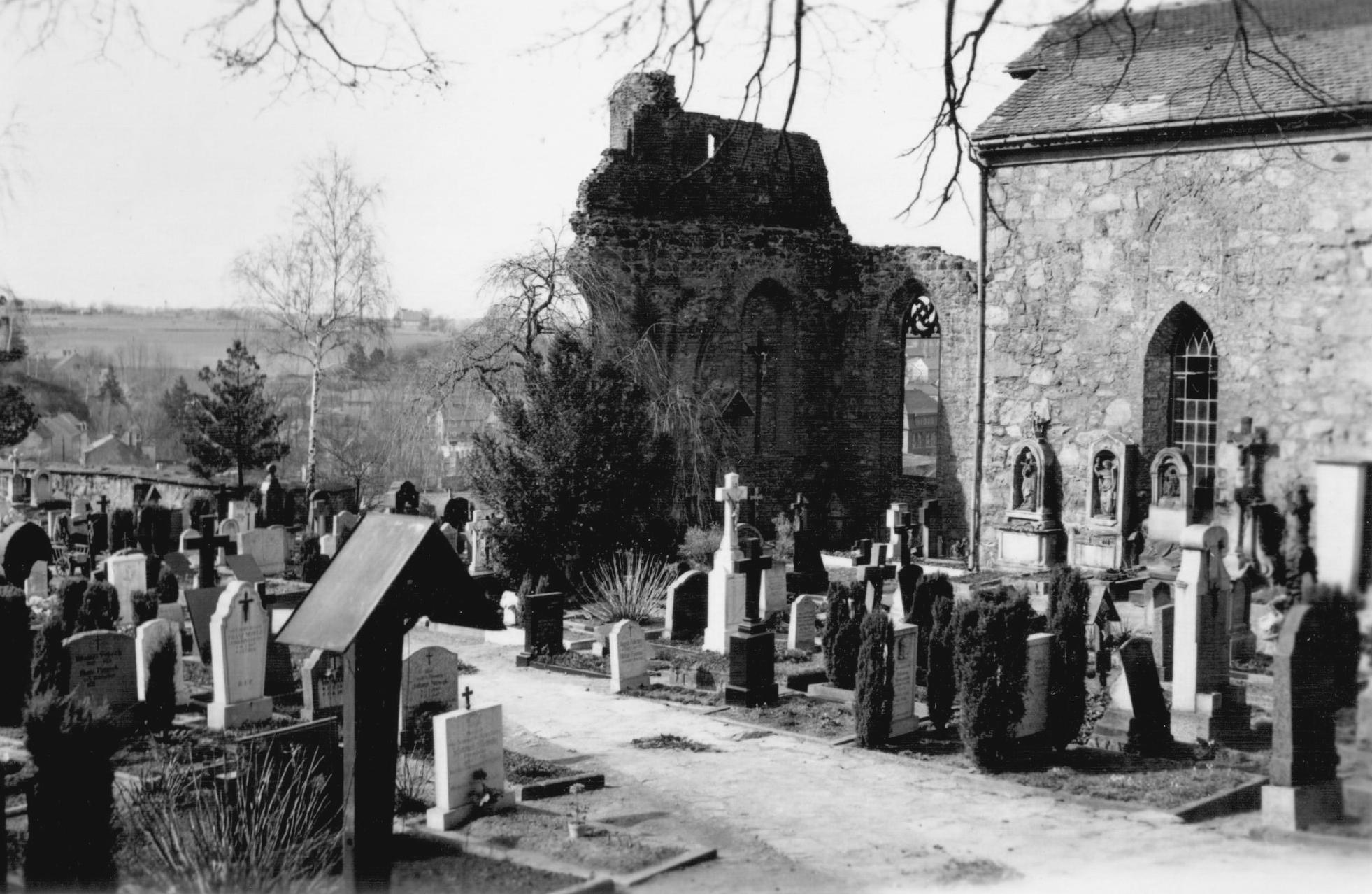
Nikolaifriedhof um 1954

Der Kirchhof wurde 1407 von Hermann von Unaw zur Errichtung eines Friedhofes gestiftet. 1455 wurde der Friedhof von Bischof Kaspar von Schönberg geweiht.
Nachdem die Nikolaikirche im 16. Jahrhundert zur Pfarrkirche erhoben wurde, wurden auf dem Friedhof vorwiegend katholische Sorben aus der Umgebung beerdigt. Seit der Zerstörung der Nikolaikirche im Jahr 1620 fanden dort auch Beerdigungen des Domkapitels statt.
Im Zuge der Belagerung der Stadt durch die Schweden im Jahre 1639 wurden vor dem Nikolaitor und dem Kirchhof Wälle beziehungsweise Schanzen errichtet und der Kirchhof vollkommen zerstört. Die Trümmer der Schanzen waren noch bis zum Ende des 18. Jahrhunderts sichtbar.
Seit 1745 wird auch die Ruine der Kirche als Friedhof genutzt; zu den dort Bestatteten gehören unter anderem zahlreiche sorbische Persönlichkeiten, darunter Michał Hórnik, Georg Wuschanski, Filip Rězak und Jan Bulank.

## Trivia
Nach einer Sage schlief am Pfingstsonnabend im Jahr 1702 ein berauschter Bürger der Stadt auf dem Boden an der Stelle des ehemaligen Altars ein und entdeckte beim Erwachen an den Stufen des Altars eine Quelle, aus denen Gold- und Silbermünzen hervorquollen.